# 氧4
氧4分子（O4），也被称作四聚氧。1924年，吉尔伯特·牛顿·路易斯首先预测了它的存在，以解释液氧不符合居里定律（顺磁性物质的磁化率与热力学温度成反比）的原因。现在看来路易斯的预测并不准确，但不是完全错误：计算机模拟表明，虽然液氧中没有稳定的O4分子，O2分子确实倾向于形成反平行自旋的双聚体O4。1999年，科学家认为固态氧的ε相（压强大于10GPa下存在）中氧的存在形式为O4。然而2006年时，X射线晶体学表明这种被称作ε氧或红氧的稳定相实际上是O
8。  然而，氧4作为一种存在时间很短的化学物质已经能用质谱法检测到。

## 自由分子
理论计算表明可能以亚稳态存在的O4分子有两种不同的结构：一种是变形的正方形（类似于环丁烷的稳定构象），另一种的形状像风车，三个氧原子排列在中心氧原子周围，形成平面正三角形的构型（类似于三氟化硼）。过去科学家指出风车形的O4分子可以看作一系列常见离子和分子的等电子体：BO33-、CO32-、NO3-，甚至包括类似的SO3分子。这些看法是上述理论计算的基础。
| 理论上亚稳态O4的结构 |         |
|                      |         |
| D2d结构              | D3h结构 |

2001年，意大利罗马大学的一支团队进行了中和-再电离质谱实验，以研究自由O4分子的结构。他们的实验结构与上述推测的分子结构不符，但他们也认为两个O2分子之间形成配合物，其中一个氧分子处于基态而另一个处于特定的激发态。